# Vincens Lunge
Vincens Lunge (* 1483 in Dänemark; † 3. Januar 1536 in Trondheim) war Mitglied des norwegischen und dänischen Reichsrates. Er wird in der skandinavischen Geschichtsschreibung als rücksichtsloser Glücksritter von internationalem Zuschnitt geschildert, der die Hauptrolle beim Verlust der norwegischen Selbständigkeit Anfang des 16. Jahrhunderts spielte.

## Familie und frühe Jahre
Seine Eltern waren: Vincens Iversen Dyre zu Tirsbæk († nach 1496) und dessen Frau Kirsten Tygesdatter Lunge († nach 1528). Diese war die vierte Tochter von Tyve Lunge, der ebenfalls zur Familie Dyre gehörte.
1523 heiratete er in Bergen Margrete Nilsdatter, Tochter des Reichshofmeisters Nils Henriksson zu Austrått (um 1455–1523) und dessen Frau Ingerd Ottesdatter aus dem Geschlecht Rømer. (ca. 1475–1555).
Lunge hatte in Deutschland, Frankreich und an der Universität Löwen studiert. Als er 1518 nach Dänemark zurückkehrte, war er in Philosophie, Römischem Recht und Kirchenrecht promoviert. 1521 wurde er Professor an der juristischen Fakultät und Rektor der Universität in Kopenhagen.

## Politische Laufbahn

### Unter ChristianII.
Er gewann Christian II. für sich und wurde von diesem 1522 zum Burghauptmann von Borgen slott (später Schloss Kronborg) ernannt. Als der jütische Adel sich gegen Christian II. erhob und Friedrich I. berief, wandte sich Lunge von Christian ab.

### Unter FriedrichI.
Nach Friedrichs Machtübernahme 1522 wurde Lunge in den dänischen Reichsrat berufen und zum Ritter geschlagen. Dann wurde er 1523 nach Norwegen entsandt. Dort sollte er mit den nordafielske Regionen über die Anerkennung des neuen Königs verhandeln. Gleichzeitig wurde Henrik Krummedike, ein Feind des Lunge-Geschlechtes, ebenfalls nach Norwegen geschickt, um mit den sønnafielske Regionen zu verhandeln. Dass Lunge diesen Auftrag erhielt, hängt auch damit zusammen, dass er vorhatte, Margrete Nilsdatter, die zu einem der führenden Adelsgeschlechter im Nordafjelske Norge gehörte, zu heiraten. Er hatte sie als Hofdame bei Christian II. kennengelernt. 1524 wurde er Statthalter in Norwegen. Lunge begann in Bergen schwierige Verhandlungen, weil die Deutschen die innenpolitische Situation in Dänemark ausnutzten und die Konkurrenz in der Stadt bekämpften. Die Besatzung der Festung Bergenhus überließ das Schloss und die Festung dem norwegischen Reichsrat, der diese Vincens Lunge übertrug und ihn in den norwegischen Reichsrat aufnahm. Im August 1524 wurde Friedrich in Bergen zum König gewählt, nachdem der neue Erzbischof Olav Engelbrektsson aus Rom zurückgekehrt war. Im Huldigungsbrief betonte der Reichsrat, dass Norwegen unter einem Wahlkönigtum stehe und stärkte so seine Stellung. Außerdem stellte der Reichsrat die Bedingung, dass Lunge Bergenhus behalten solle, die norwegischen Gebrüder Olav und Gaute Galle aus dem alten und mächtigen Adelsgeschlecht der Galle jeweils Akershus und Båhus als Lehen erhalten sollten. Gleichzeitig stieß der Reichsrat auf Betreiben Lunges Henrik Krummedike aus dem Reichsrat und entzog ihm alle Lehen. Er war nicht nur ein Feind der Familie Lunges, sondern auch der Familie seiner Frau. Im Januar übersandte Lunge ihm sogar einen Fehdebrief. Lunge fuhr mit dieser Fassung der Wahlkapitulation nach Kopenhagen zum König. Dieser unterschrieb sie mit Ausnahme des Lehensentzuges für Krummedike. Im Gegenteil verweigerte er Olav Galle das Lehen Akershus, weil er bei Hofe als schwedenfreundlicher Separatist galt. Lunge gelang es allerdings, Akershus wenigstens an den harmlosen Bruder Gaute zu bringen. Als er nach Norwegen zurückkehrte, übertrug er Akershus entgegen der Weisung des Königs doch an Olav Galle.
Vincens Lunge hatte, als er um 1525 in den Reichsrat gewählt worden war, bereits sich, seiner Schwiegermutter Ingerd und seinem Schwager Erik Ugerup den größten Teil von Vestlandet und Nord-Norge als Lehen verschafft. Außerdem eignete er sich im Namen seiner Schwiegermutter umstrittene Erbschaften an, bevor eine gerichtliche Entscheidung gefallen war, in einem Falle sogar, noch bevor der Erblasser gestorben war. Er vertrieb seinen Kollegen im Reichsrat aus seinem Stammsitz in Sogn, und er entwendete kirchliche Kleinodien aus der Apostelkirche und der Dominikanerkirche in Bergen. So verschaffte er sich weltliche und kirchliche Feinde. Die Bischöfe von Bergen und Stavanger fühlten sich in ihrer kirchlichen Gewalt beeinträchtigt. Außerdem musste der Erzbischof Olav Engelbrektsson erfahren, dass sich lutherische Tendenzen in Lunges Residenzstadt Bergen bemerkbar machten.
1527 setzte Friedrich I. Olav Galle vom Posten eines Burghauptmanns in Akershus ab und sandte Lunges Bruder Ove nach Norwegen, um eine Krönung in Norwegen vorzubereiten. In dieser Zeit war das Verhältnis zwischen Norwegen und Schweden gespannt. Viele Adlige waren bei Gustav Vasa in Ungnade gefallen und hatten seit 1525 Zuflucht in Norwegen gesucht. Unter hartem Druck musste Olav Engelbrektsson zwei Flüchtlinge an Schweden ausliefern, wo sie 1527 hingerichtet wurden.
Eines Tages kam ein Mann, der „Daljunker“ genannt wurde, nach Trøndelag und gab sich als der Sohn Sten Sture d. J. Nils aus. Er hatte in Dalarna einen Aufstand angezettelt, der niedergeschlagen worden war. Vincens Lunge und seine Familie glaubten die Geschichte, aber der Erzbischof bezweifelte sie. Seine Identität ist bis heute ungeklärt. Es wurde eine Ehe mit Eline, einer der Töchter Ingerds, beschlossen. Im Gegenzug ließ sich Lunge Vorteile versprechen, falls der Dalsjunker schwedischer König würde. Die beiden zogen nach Jämtland, einem Lehen Lunges, um die Rückkehr des Daljunkers nach Dalarna zu unterstützen. Aber der Daljunker floh abermals über die Grenze nach Norwegen. Unter starkem Druck seitens Gustav Vasas und Friedrichs I. musste er den Daljunker nach Dänemark schicken, von wo er nach Rostock floh, dort auf schwedischen Druck hin arrestiert und hingerichtet wurde.
Als Bedingung für eine weitere Unterstützung Friedrichs gegen Christian II. verlangte Gustav Vasa, dass Friedrich auch die Helfer des Daljunkers in Norwegen bestrafe. Friedrich lud Lunge 1528 nach Flensburg vor und verlangte von ihm Bergenhus aufzugeben, beließ ihm aber Sogn, Jämtland und Vardøhus und schenkte ihm dazu noch das Kloster Nonneseter in Bergen mit den dazugehörenden Gütern. Lunge baute das Kloster zu der Festung Lungegården um. So band er Lunge an sich. Gleichzeitig gab er Bergenhus an Eske Bille, den Schwiegersohn Henrik Krummedikes. Außerdem diskreditierte er Lunge beim Erzbischof Olaf Engelbrektsson, indem er Lunge ermöglichte, sich an einem Kloster zu vergreifen. Gleichzeitig nahm er dem Erzbischof die Lehen in Trøndelag und übertrug sie zwei holsteinischen Adligen in seinen Diensten. Als der Erzbischof davon erfuhr, vermutete er, dass Lunge gegen ihn beim König agitiert habe, was auch richtig war. Der Erzbischof verkündete im Frühjahr 1529 die Fehde gegen Lunge und Ingegerd. Seine militärische Stärke erlaubte es ihm, Lunges Lehen und Güter einzunehmen, seine Schiffe zu kapern und seinen Handel zu lähmen. Der Erzbischof beherrschte Norwegen nördlich von Stadlandet und Dovre und weigerte sich, die Lehen in Trøndelag herauszugeben. 1530 gelang es Niels Lykke, der durch Heirat mit Eline, die vorher den Daljunker hätte heiraten sollen, Lunges Schwager geworden war, einen Vergleich zwischen Lunge, Ingegerd und dem Erzbischof zustande zu bringen.
Lunge blieb 1530 in Dänemark, wo er ein Netz von Freunden hatte. Währenddessen verurteilte der Erzbischof den Bruch der Wahlkapitulation durch Friedrich, weil dieser viele norwegische Klöster konfisziert hatte. Lunge versuchte dies auch für sich mit dem Utsteinkloster, wurde aber von Höskuld Höskuldsson, Bischof von Stavanger, daran gehindert. Als Christian II. 1532 versuchte, Norwegen zurückzuerobern, huldigte ihm der Erzbischof unter der Bedingung, dass Christian die alten Privilegien der Kirche bestätige, und begann eine erneute Fehde gegen Lunge und sein Geschlecht. Lunge versuchte, sich Bergenhus’ in Abwesenheit Eske Billes zu bemächtigen, indem er vorgab, einen entsprechenden Königsbrief zu besitzen, was den Unmut des Königs hervorrief. Als der Feldzug Christians II. fehlschlug, sandte der König ihn trotzdem mit Niels Lykke zu Verhandlungen mit Olav Engelbrektsson über eine Königshuldigung. Lunge erpresste den Erzbischof 1532 um eine große Summe als Schadenersatz an sich selbst, und die dänische Regierungskommission verlangte danach noch einmal eine hohe Geldbuße an den König.

### Zeit der Grafenfehde
Nachdem 1533 Friedrich I. gestorben war, nahm Lunge an einer von Olav Engelbrektsson einberufenen Reichsversammlung in Bud in Romsdal teil. Die Mitglieder der dänischen und norwegischen Reichsräte einigten sich auf eine gemeinsame dänisch-norwegische Königswahl in Kopenhagen im Sommer 1534. Aber da brach die Grafenfehde aus. Lunge fuhr nach Jütland, und entgegen der Absprache in Bud schloss er sich dem späteren König Christian III. an. Er fuhr mit einem Brief der jütischen Mitglieder des dänischen Reichsrates, in dem diese den norwegischen Reichsrat aufforderten, Christian zum König zu wählen, nach Norwegen zurück. Gleichzeitig setzte er seine Bestrebungen fort, Bergenhus wiederzuerlangen. Eske Bille war von den Lübeckern gefangen genommen worden. Seine Bemühungen im Herbst 1534 waren trotzdem erfolglos. Daraufhin übernahm er die Festung Akershus, als dessen Burghauptmann Erik Gyldenstjerne mit einer Flotte nach Dänemark gegen die Lübecker aufgebrochen war. Von dort durchkreuzte er alle politischen Schritte Olav Engelbrektssons im Zusammenhang mit der Thronfolgefrage. Er zwang die Ratsherren in Østlandet, Christian III. als norwegischen König zu huldigen. Für Ende Mai 1535 berief der Erzbischof einer Reichsversammlung in Trondheim ein. Østlandet boykottierte die Versammlung. Dort agitierte Lunge weiter gegen den Erzbischof und fing dessen Brief an Christian III. ab, in dem er diesem die Huldigung versprach. Dann brachte er den Erzbischof in schwere Bedrängnis, als dieser Niels Lykke, der einen Inzest nach damaligem Kirchenrecht mit seiner Schwägerin begangen hatte, begnadigen und einer Ehe zustimmen wollte. Er und die ihm folgenden Ratsherren aus Østland verlangten die Hinrichtung und warfen dem Erzbischof vor, selbst gröbste Verbrechen gegen göttliche Gesetze zu dulden. Der Erzbischof musste unter diesem Druck der Hinrichtung zustimmen.
Im Dezember 1535 wurden Lunge und die übrigen Ratsherren aus Østland genötigt, mit königlichen Gesandten Claus Bille nach Trondheim zu reisen, um dort die Huldigung vorzubereiten. Christian III. wollte nicht nur die Huldigung des gesamten norwegischen Reichsrates erreichen, er wollte auch höhere Steuern ausschreiben lassen, mit denen er seine Kriegsschulden aus der Grafenfehde bezahlen wollte. Inzwischen machte sich der Erzbischof aufgrund einer Korrespondenz mit Kaiser Karl V. Hoffnungen, dass Pfalzgraf Friedrich, der mit einer Tochter Christians II. verheiratet war, norwegischer König werden könnte.

## Das Ende
Am 3. Januar 1536 hielt Erzbischof Olav Engelbrektsson eine Versammlung mit Beamten, Geistlichen, Bürgern und Großbauern aus Trøndelag ab, auf der die dänischbürtigen Ratsherren aus Sønnafjelske Norge und besonders Lunge wegen ihrer Unterstützung Christians III. des Hochverrats angeklagt wurden. Lunge wurde in Abwesenheit zum Tode verurteilt. Daraufhin zogen die Männer des Erzbischofs zu dessen Herberge und töteten ihn. Claus Bille und Bischof Hans Rev von Oslo wurden gefangengesetzt.